# Ptychochromoides itasy
Ptychochromoides itasy és una espècie extinta de peix de la família dels cíclids i de l'ordre dels perciformes.

## Morfologia
- Els mascles podien assolir 12,3 cm de longitud total.[5]

## Hàbitat
Era una espècie de clima tropical.

## Distribució geogràfica
Es trobava a Àfrica: centre de Madagascar.